# Loch Ness-uhyret
Loch Ness-uhyret er en kryptid, der siges at leve i den skotske ferskvandssø Loch Ness. Det berømte Loch Ness-uhyre har fået kælenavnet Nessie. Myten om Loch Ness-uhyret har sin begyndelse i 1933, men historier om formodede observationer af søuhyrer i Loch Ness går meget længere tilbage. Beviserne for uhyret består af videnspåstande og tvivlsomt fotografisk materiale og er sandsynligvis et mix mellem svindelnumre og ønsketænkning. Alligevel er den moderne myte om Loch Ness-uhyret nyere tids mest populære eksempel på kryptozoologi, kun matchet af Bigfoot. En almindelig opfattelse blandt tilhængere er at der er tale om en eller flere plesiosaurer, som har overlevet siden den sidste masseudryddelse.

## Observationer

### Ældste omtale
Den tidligste omtale af Loch Ness-uhyret stammer fra det 7. århundrede, hvor den irske hagiograf abbed Adomnán af Iona beskriver hvordan Sankt Columba omkring år 565 foretog en missionsrejse fra Irland til Skotland i håb om at omvende pikterne til kristendommen. Her var lokalbefolkningen i færd med at begrave en mand der var blevet trukket ud af sin båd af et uhyre, der havde dræbt ham. Columba befalede én i sit følge at svømme over floden efter mandens båd, der var drevet over til den modsatte bred. Straks kastede uhyret sig også over ham. Columba gjorde korsets tegn og befalede:
"... Tænk ikke på at fortsætte, ej heller rører du manden. Hurtigt! Vig bort!", og uhyret flygtede i rædsel.
Pikterne blev på den måde overbevist om at Columbas gud var stærkere end deres og værd at omvende sig til.
Sankt Columba mødte i øvrigt to uhyrer ved Loch Ness, hentet fra skotsk overtro: En kelpie, der svømmede i vandet og angreb mennesker, tolket som Nessie, og the water horse, der antog skikkelse af en opsadlet hest, indtil nogen satte sig på den. Da trak den dem med ned i dybet for at fortære dem.
Det originale manuskript vedrørende denne historie blev lagt online i 2012.
Tilhængere af Loch Ness-uhyret vil ofte pege på denne historie, selv om den fandt sted på floden Ness snarere end søen selv, som bevis for dyrets eksistens så tidligt som det 6. århundrede. Mens skeptikere stiller spørgsmålstegn ved fortællingens pålidelighed og bemærker at historier om vandmonstre var meget almindelige i middelalderen og især i helgeners liv, at Adomnáns fortælling blot er en gengivelse af en populær myte tilknyttet et lokalt vartegn, og at historien intet har at gøre med den moderne udgave af Loch Ness-uhyret.

### 1933 ogThe Inverness Courier
Op til 1930'erne forbliver Loch Ness-uhyret en lokal myte, men langsomt begynder historierne at blive taget op i aviser, og antallet af rapporterede observationer stiger kraftigt. Den første avisinteresse vises af en lokal avis The Inverness Courier, i byen Inverness som ligger i den nordlige ende af søen.
Den første artikel om Loch Ness-uhyret kommer i The Inverness Courier om Loch Ness-uhyret 29. august 1930 og omhandler tre lystfiskere der ser en høj bølge, som de mener er skabt af et undervandsuhyre.
- 2. maj 1933 - En lokal mand og hans kone rapporter "store forstyrrelser" af en ellers stille sø, og et stort hvallignede dyr kommer til overfladen og er der et helt minut, for derefter at dykke, uden at vise sig igen. En lokal kaptajn, John Macdonald, med 50 års erfaring på Loch Ness søen og med lokalbefolkningen, afviser i et brev til avisen, at uhyrets eksistens skulle være almindelig kendt, eller at observationer skulle være udbredte.

- 30. maj 1933 - Der gøres et forsøg på at fange uhyret af Foyers, uden held vel at mærke; der bruges en tønde med kroge og madding.

- 9. juni 1933 - Endnu en rapportering, her nær Fort Augustus (sydlige ende af søen); her beskrives monsteret som lignende en sæl eller et marsvin.

- 22. Juli 1933 - George Spicer beskriver i et brev (4. august) til The Inverness Courier om sit møde med hvad han beskriver som et frygtindgydende væsen. "Jeg så den nærmeste tilgang til en drage eller forhistorisk dyr, jeg nogensinde har set i mit liv" og forstætter med "Det syntes at have en lang hals, som bevægede sig op og ned som på en jernbane med udsigt og kroppen var temmelig stor med en høj ryg, men hvis der var nogen fødder, må de have været svømmefødder af en slags, og om halen kan jeg ikke sige noget, da det flyttede sig så hurtigt, og da vi kom til stedet, var det sandsynligvis forsvundet i søen. Længde fra seks meter til otte meter og var meget hæsligt".

- 8. august 1933 - Kommandør Meikle & frue bosat en halv mil fra Inchnacardoch bugten (sydlige ende af søen, nær Fort Augustus) ser uhyret på lavt vand på en afstand af en halv mil i hvile på overfladen. Det beskrives som lignende en sort hest. I 2 uafhængige observationer af henholdsvis frøken Keyes og frøken Nellie Smith (ved Glen Doe, nær Fort Augustus) ses et uhyre svømme i cirkler. Keyes mener at have set finner (hun brugte ordet flappers, som svarer til finner på en hval, ikke en fisk), men Nellie Smith beskriver uhyret som en båd der vendte bunden i vejret, med store ben.

- 25. august 1933 - Seks personer observerer et stort dyr; de hævder at have set væsnet tydeligt og i roligt vand.

- 5. september 1933 - En af The Inverness Courier foreslår at uhyret kunne være en stor Sildekonge

- 12. september 1933 - The Inverness Courier rapporterer om flere uspecificerede observationer.

- 15. september 1933 - Loch Ness-uhyret observeres af en gruppe vejarbejdere; spørgsmålet stilles: Er det en kæmpe ål?

- 26. september 1933 - Svaret kommer kort efter, hvor uhyret bliver observeret flere gange, og det bliver bemærket at bevægelserne er op og ned, ikke sidelæns bevægelse som ål har.

- 3. oktober 1933 - Skriver Harold Frere til The Inverness Courier og foreslår at Loch Ness-uhyret kan være en Conger ål. I en artikel om uhyret fremsættes forslag om at væsnet kan være et amfibie af George Spicer, som hævder at have set Loch Ness-uhyret 22. Juli 1933, Spicer opfordrer myndighederne til at tage affære og enten udrydde eller fange Loch Ness-uhyret. Spicer afslører også at mysteriet om Loch Ness-uhyret har vakt interesse uden for Skotland.

Historier og bud på hvad Loch Ness-uhyret er, bliver i løbet af 1933 fast stof i The Inverness Courier; hvis ingen siger de har set uhyret fortæller avisen at uhyret gemmer sig. Bekymrede dyrevenner kontakter myndighederne med henblik på at beskytte Loch Ness-uhyret. Opmærksomme læsere påpeger en stor lighed med Ogopogo, et søuhyre fra Canada.
Historierne om et mystisk væsen i dybet af den skotske sø vækker almindelig interesse, og det varer ikke længe før alle i hele Storbritannien kan læse om de særprægede observationer, og det varede heller ikke længe før historierne blev rapporteret i resten af Europa. Østrig anklagede endda historierne for at være et påfund for at stjæle turister.

### Anden omtale
Omkring 1916 - James Cameron, ankommer til Drumnadrochit Hotel med "hans ansigt hvidt som papir". Han fortalte, at mens han var ude at fiske, dukkede et "enormt dyr" op meget nær ham. Han blev helt svimmel af chokket, og skyndte sig at ro i land så hurtigt som han kunne.
27. August 1930 - Avisen Northern Chronicle skriver om "en fisk eller hvad det var."
Februar 1932 - En frøken K. MacDonald så et "krokodille" lignende væsen på vej op ad floden Ness, som var på vej mod søen. Væsenet havde en kort hals, lang snude og stødtænder.
9. juni 1933 - Avisen Scottish Daily Express reporter om "en mystisk fisk".
22 September 1993 - En frøken J.S. Fraser og fire andre ser noget der bliver den første henvisning til en langhalset skabnings tilstedeværelse i søen. Tre timer senere, er der en lignende observation, 10 mil mod nord.
17. Oktober 1933 - Avisen Scotsman beretter, at i begyndelsen af september havde foged Alex Campbell en observation af en langhalset, plesiosaur lignende væsen nær Fort Augustus, som dykkede på vej imod to fiskerbåde. Et par uger senere så han det samme igen, men denne gang var han i stand til at se forklaringen; skarver fordrejet af fatamorgana. - Den oprindelige observation, re-dateret til 1934 bliver en af de mest omtalte af alle observationer, og meget inspirerende for de senere eventyrere i 1960'erne, da det var den arketypiske plesiosaur beskrivelse.

### Senere bemærkelsesværdige observationer
Den store interesse for Loch Ness-uhyret fik The Daily Mail til at hyre en berømt storvildtjæger, Marmaduke Wetherell, der rejste til Skotland for at undersøge sagen. Han fandt ikke det berømte uhyre, men i december 1933 fandt han nogle store fodspor. Uheldigvis for Wetherell afslørede Natural History Museum sporene som lavet af en populær type paraplyholder udformet som en tørret flodhestefod. Wetherells omdømme tog skade af affæren, og han trak sig tilbage fra rampelyset.
Allerede i sommeren 1934 blev den første store ekspedition iværksat af forsikringsmanden Sir Edward Mountain. Tyve arbejdsløse mænd fra Inverness blev hyret til at overvåge søen. Det blev til elleve observationer og fem fotografier, alle tilskrevet bølger fra både. Den 15. september optog ekspeditionens leder, kaptajn James Fraser, en film i nærheden af Urquhart Castle. Desværre er filmen gået tabt, men da den vist til videnskabsfolk, var der enighed om, at den viste et levende dyr - en sæl.
Gennem årene blev der iværksat både små og store ekspeditioner for at finde det berømte uhyre. Efter en ekspedition af Loch Ness Phenomena Investigation Bureau i 1972 besluttede Sir Peter Scott 3 år at give Loch Ness-uhyret det latinske navn Nessiteras Rhombopteryx, som betyder "Ness-vidunderet med en diamantfinne". Scott var med i Robert Rines ekspedition i 1972. Aviser i London bemærkede, at man kunne bytte om på bogstaverne (se anagram) og få sætningen "monster hoax by Sir Peter S.". Rines påpegede at man også kunne få sætningen "Yes, both pix are monsters. R.".

### Fotografier
Hugh Grays fotografi 
- 12. november 1933 - Hugh Gray tager det første fotografi der påstås at forestille Loch Ness-uhyret; motivet er dog meget utydeligt, og kritikere påpeger at billedet lige så godt kan forstille en hund som Loch Ness-uhyret.

Kirurgens fotografi
- 19. april 1934 - Den højt respekterede britiske kirurg, Oberst Robert Wilson, tager et billede, der skulle forstille Loch Ness-uhyret. Wilson afviser at have hans navn associeret med billedet, og det bliver kendt som "The Surgeon's Photo" (kirurgens billede). Mange kritikere var overbevist om, at billet var et falsum, men billedet var i meget lang tid anset som et af de bedste beviser for Loch Ness-uhyrets eksistens. Først i 1984 blev en seriøs analyse af billedet foretaget af Stewart Campbell, der publicerede sin undersøgelse i British Journal of Photography. Campbell konkluderede, at motivet ikke kunne være mere end halv til en hel meter høj, og at der muligvis kunne være tale om en odder eller havfugl, og at det var usandsynligt, at Wilson have været uvidende om dette. Det viste sig dog, at Campbell tog fejl, det viste sig hverken at være en odder eller en havfugl, men en legetøjsubåd med et påmonteret slangehoved. Det blev afsløret af Christian Spurling i 1994, som på sit dødsleje forklarede, at han havde konstrueret det falske Loch Ness-uhyre og taget billedet på opfordring af sin stedfar, Marmaduke Wetherell, som tilsyneladende ønskede hævn for sin egen ydmygelse. Robert Wilsons rolle var at være et troværdigt navn udadtil. Christian Spurling var også i besiddelse af det originale fotografi, som ubeskåret afslører "uhyrets" rigtige størrelse.

F.C. Adams' fotografi
- 24. august 1934 - Endnu et billede tages forestillende Loch Ness-uhyret. Det bliver det sidste fotografi af uhyret i 17 år.

 Lachlan Stuarts fotografi 
- 14 juli 1951 - En ansat hos skovstyrelsen, Lachlan Stuart tager et billede en tidlig søndag morgen kl. 6:30. Stuart beskrev, hvad han så, som noget der bevægede sig mod land med 3 sorte pukler, og han vurderede hver pukkel til at være 1,5 meter bred ved vandoverfladen med en afstand på 2,5 meter mellem hver pukkel, og den første pukkel som værende 60 centimeter høj, og nummer 2 til at være omkring 1,2 meter, og den tredje til at være 1 meter. Så den samlede længde inklusiv hals og hale vurderede han væsenet til at være ca. 15 meter langt. Stuart havde sit bokskamera med og tog et billede af mødet. Billedet genskabte interessen for Loch Ness-uhyret, en interesse som var meget lille under anden verdenskrig. Det fandt straks sin plads i den populære mytologi, og tjente som bevis for Loch Ness-uhyret. Dog bemærker Ted Holiday i sin bog The Dragon and the Disc, at det var bemærkelsesværdigt, at Stuart kun fik taget 1 billede. Skeptikere har peget på, at vanddybden ikke har været dyb nok til at et så stort dyr fortsat kunne være under vand, mens tilhængere peger på, at dybden ændrer sig hurtigt og få meter længere ude er der dybt nok, og det er umuligt præcist at afgøre afstanden til bredden. Der stilles også spørgsmål ved, om billedet overhovedet er taget om morgenen, da skyggerne ser ud til at vende den forkerte vej, men dette forsvares med, at filmen var ortochromisk og dårligt eksponeret, og derfor kan give indtryk af skygger, hvor der ingen er. Efter at have ventet i mere en 20 år, afslørede forfatteren Richard Frere billedet som et falskneri, og at Lachlan Stuart skulle have fortalt ham om konstruktionen af uhyret af halmballer og en presenning. Men Frere har givet 4 forskellige forklaringer på, hvordan han kom i besiddelse af sin viden. Og der stilles også spørgsmål ved, hvorfor Richard Frere, en skeptiker, venter så lang tid med at afsløre et falskneri.

MacNab fotografiet
- 29. juli 29 1955 - Bankbestyrer Peter MacNab tager et billede af noget stort, i bevægelse gennem søen nær Urquhart Castle. Men da forskeren Roy Mackal studerede billedet, opdagede han forskelle mellem det negative af billedet og det print som MacNab oprindelig havde vist til medierne. Der var mere af billedet i den trykte version, end der var i negativet (et træ nederst til venstre mangler på negativet). Dette førte ham til at konkludere, at negativet var blevet skabt ved affotograferingen af et billede, og at billedet var blevet sminket. Men den konklusion er ikke den eneste, man kan nå frem til, svaret kan ligeså være, at billedet i affotograferingen er blevet en smule beskåret.

Frank Searle, "monsterjægeren"
- Frank Searle gjorde i 1969 jagten på Nessie lidt mere kontroversiel med et stort antal meget tvivlsomme fotografier, der alle blev afvist som falske og værende billeder af træstammer. Senere fotos konstruerede han ved at sætte udklip af dinosaurer ind i sine fotografier. De blev alligevel trykt i medierne. Det hele blev krydret af, at Searle var involveret i stridigheder og sammenstød med andre "monsterjægere", inklusive et, hvor der skulle være brugt molotovcocktail mod en båd. Med til Searles image hørte også en stribe af unge og kønne kvindelige monsterjæger-assistenter. Frank Searle forlod Loch Ness i 1985.

Robert Rines undervands billeder
- 7. august 1972 - En ekspedition for at finde Loch Ness-uhyret ledet af dr. Robert Rines fra Akademiet for anvendt forskning ramte plet, da deres undervandskamera tog et billede af, hvad der syntes at være en finne af et stort, plesiosaurlignende dyr. Det billede medierne fik udleveret, viste sig dog at være både digitalt forbedret (på det tidspunkt var digital forbedring en sjældenhed, så de pågældende forbedringer blev fortaget af NASA Jet Propulsion Laboratories), men også retoucheret. Billedet forstiller efter al sandsynlighed et stykke søbund. Det har ikke været muligt med moderne billedeforbedrings-software at opnå tilsvarede resultater med det originale billede uden brug af retouchering. Ud over det billede af den formodede finne, blev det også til et billede af kroppen (1975) og senere hovedet (1975), (billedet kaldes også "Gargoil-fotografiet"). I 1987 lykkedes det at genfinde det berømte hoved, som i mellemtiden ikke havde rørt sig, eftersom det viste sig at være et stykke træ.

Loch Ness Sokkedukken
- 21. maj 1977 - Anthony 'Doc' Shiels tog det hidtil klareste billede af Loch Ness-uhyret, mens han var på campingferie nær Urquhart Castle. Fotografiet blev straks erklæret for at være et svindelnummer, da vandet var fuldstændig uberørt omkring uhyret, helt uforstyrret uden bølger eller krusninger, der ville være naturligt, når sådan et stort væsen stiger op af vandet. Da billedet var så åbenlyst forfalsket, blev det døbt, Loch Ness Muppet (Loch Ness sokkedukken). Det faktum, at Shiels var en showman, "troldmand", og synsk underholder, der var ved at udvikle en sideforretning som professionel monsterjæger, hjalp absolut ikke hans troværdighed.

Sonar billede
- Februar 2012 - Marcus Atkinson fik taget et sonarbillede af et stort uidentificeret objekt dybt under vandet.

George Edwards fotografi
- August 2012 - Efter 26 år, med 60 timer om ugen på søen, fik George Edwards endelig et billede af, hvad han mener er et bevis for Loch Ness-uhyrets eksistens. Han indrømmede dog senere at objektet på billedet var en model .

### Film
1960
- I 1960 filmede aeronautisk ingeniør Tim Dinsdale pukkel, der krydser vandet og efterlader et kraftfuld kølvand. Dinsdale så angiveligt dyret på hans sidste dag på jagt efter det, og beskrev det som rødlig med en plet på siden. Dinsdale var også overbevist om at "The Surgeon's Photo" (kirurgens billede) var ægte, på trods af Christian Spurling tilståelse.

2007
- Den 26. maj 2007 optog Gordon Holmes, en 55-årig medie- og IT-tekniker, en video af, hvad han sagde var "denne kulsorte ting, omkring 45 fod (14 m) lang, bevægede sig temmelig hurtigt i vandet". STV News North Tonight sendte optagelserne og interviewet med Holmes den 28. maj 2007. I den forbindelse blev Adrian Shine af Loch Ness Centret også interviewet og han fastslog, at optagelserne var af svømmende oddere eller fugle. Cryptomundo, en hjemmeside om kryptozoologi er i en artikel kritisk med hensyn til Gordon Holmes, som har et ry for at indberette observationer af kryptozoologiske skabninger, og hævder at have filmet feer.

### Andet
I 1938 skrev Inverness Shire politimester William Fraser et brev om, at det var ingen tvivl om, at uhyret eksisterede. Hans brev udtrykte bekymring over et jagtselskab, der var ankommet bevæbnet med et specialfremstillet harpungevær og var fast besluttet på at fange uhyret "død eller levende". Han troede, at hans mulighed for at beskytte uhyret fra jægerne var "meget tvivlsom". Brevet blev frigivet af National Archives of Scotland den 27. april 2010.
Loch Ness Fossilet

Gerald McSorley snublede den 2. juli 2003 i søen, og fandt ved et tilfælde forstenede ryghvirveldele af en plesiosaur i et stykke kalksten. Loch Ness uhyre entusiaster spekulerede på, om de fossiler måske er kommet fra en forfader til uhyret. Gerald McSorley var overbevist om, at fossilet på en eller anden måde beviste tilstedeværelsen af Loch Ness-uhyret, "Jeg har altid troet på Loch Ness-uhyret, men dette beviser det for mig. Ligheden mellem denne og de observationer, der er gjort, er så lig hinanden."
Der er dog 2 væsentlige problemer med fossilet, kalkstenen stammer fra juratiden, og er dermed et sted mellem 140 til 200 millioner gammelt, og kan ikke være fundet i Loch Ness søen, som består af metamorfe bjergarter, magmatiske bjergarter og krystallinske bjergarter.

## Forklaringer
En meget lang række forklaringer er blevet foreslået i årenes løb til at redegøre for observationer af Loch Ness-uhyret. Disse kan kategoriseres som: fejlagtige identifikationer af almindelige dyr, fejlagtige identifikationer af livløse objekter eller effekter, svindelnumre, eller udtryk for pareidolia eller apophenia.
Ronald Binns konkluderer, at det ville være uklogt at fremsætte en enkelt forklaring på uhyret, og sandsynligvis en bred vifte af naturfænomener er blevet forvekslet med uhyret gennem tiderne: oddere, svømmende hjorte, usædvanlige bølger. Men han tilføjer, at dette også berører nogle spørgsmål af menneskelig psykologi, og evnen af øjet for at se, hvad det ønsker at se.
Det er værd at bemærke, at før 1933 var, hverken myten eller observationer almindelige, først efter omtale i aviserne, begynder observationerne at strømme ind. Beskrivelserne af, hvad der er blevet set har varieret meget, især i de første år efter 1933, beskrivelserne har været : sæl, marsvin, hval, drage, forhistorisk dyr og en sort hest.

### Fejlagtige identifikationer af almindelige dyr
På grund af Loch Ness-søens store størrelse kan det være svært at se mange dyr med det blotte øje, og især fugle er i stand til at skabe bevægelser i vandet, og kan give det indtryk at der er tale om bevægelser under vandet. Omvendt kan det være et problem hvis man bruger kikkerter, teleskoper, eller teleobjektiver (på kamera), for uden størrelsesreferencer er det svært at bedømme størrelsen på noget i vandet; her er det fortrinsvis søens oddere, der er blevet udråbt til at være Loch Ness-søens uhyre.
Store ål og Oarfisk er foreslået som mulige forklaringer på observationer på søen, Der lever ål i søen, og ål er kendt for at kunne blive meget store. I maj 2001 blev der fundet 2 conger ål ved søens kyst, conger-ål kan også blive ganske store, men er saltvandsdyr. Den gængse opfattelse er, at nogen har forsøgt at sætte dem ud i søen som en slags "Mini-Nessies". Tilhængeren Tim Dinsdale har dog peget på, at ål bevæger sig sideværts og ikke op/ned, som mange observationer beskriver det. Den europæiske malle kan måske også forveksles med en søslange, og den kan kravle på land.
En række fotografier og en video har bekræftet tilstedeværelsen af sæler i søen, og en del observationer af Loch Ness-uhyret har vist sig at være sæler. Rupert T. Gould skrev "gråsælen har en lang og overraskende strækbar hals, den svømmer med en padlende bevægelse, dens farve passer også på beskrivelserne, og der er intet overraskende i at de ses på bredden af søen, eller krydser en vej."  Denne forklaring ville også dække observationer af uhyret på land, hvor skabningen angiveligt vraltede ind i søen efter at være forskrækket, på samme måde som sæler.
Hugh Grays fotografi af Loch Ness-uhyret, menes af mange at forestille en hund.
I mængden af forklaringer, enten henvendt bredt eller til specifikke observationer, har været hjorte og elge svømmende i søen. Også fisk er blevet foreslået, bl.a. store fisk som stør.
I den mere eksotiske ende foreslog biologen Dennis Power og geografen Donald Johnson at "kirurgens foto" var faktisk toppen af hovedet, krop og næsebor på en svømmende elefant, sandsynligvis fotograferet andetsteds og påstået at være taget ved Loch Ness.

### Fejlagtige identifikationer af livløse objekter eller effekter
I 1982 i en serie af artikler til New Scientist, foreslog Dr. Maurice Burton at mange observationer af Nessie og lignende skabninger faktisk kunne tilskrives gærende kævler af skovfyr stigende til overfladen af søens kolde vand. I første omgang kunne en rådnende/gærende træstamme ikke frigive gasser forårsaget af nedbrydning som følge af høje niveauer af harpiks forsegling i gassen. Til sidst ville gastrykket sprænge en harpikstætning ved den ene ende af stammen, fremdrive den gennem vand og undertiden op til overfladen, og der er fundet stykker af strandede fyrretræer som bar præg af dybvandsgæring. Burton hævdede at formen på træets stamme med deres ledsagende grenstumper forklarer en del af de forskellige beskrivelser af uhyret. Det pågældende fænomen kræver kun følgende elementer: en meget dyb sø med iltfattigt miljø, og fyrreskov langs søens kyster. Og det passer også sammen med, at Loch Morar og Loch Ness har myter om søuhyrer mens for eksempel Loch Lomond ikke har. Det skal dog påpeges, at der findes dog myter om søuhyrer i søer uden fyrreskove. Robert Rines "Gargoil fotografi" er et af de mere berømte eksempler på dette.
Loch Ness har på grund af sin usædvanlige lange lige form (Loch Ness søen ligger langs Great Glen forkastningen) nogle særlige undervandsbevægelser kaldet interne Seiche i søens springlag. Enorme undersøiske bølger i springlaget flytter millioner af tons vand frem og tilbage i søen med en hastighed af en kilometer i timen. Normalt kan disse bølger ikke ses på overfladen, men turbulensen af disse interne bølger blander vandlagene og kan til tider give usædvanlige bevægelser i overfladen. Både der sejler i søen kan skabe nogle udsædvanlige fænomener, når deres bølger reflekteres på søens sider for igen at mødes i stående bølger, som er meget større end de originale bølger og kan have et puklet udseende. I løbet af den tid det tager bølgerne at bevæge sig frem og tilbage, har båden passeret, og de usædvanlige bølger er alt, hvad der kan ses.
Vindforholdene kan give en lidt urolig og dermed mat overflade på vandet; lejlighedsvise rolige pletter optræder som mørke ovaler, som afspejler bjergene. Det kan fra kysten fremstå som pukler, især hvis man er uvant med søen. Atmosfærisk refraktion kan også fordreje formen og størrelsen af både objekter og dyr.
Selv om Great Glen forkastningen er inaktiv, så er der dog en lille smule aktivitet. Den italienske geolog Luigi Piccardi peger på, at seismisk gas til tider stiger op og skaber voldsom uro på vandoverfladen. Ifølge Piccardi er seismisk gas forklaring på en del observationer. Piccardi peger især på de observationer, der beskriver uro eller kraftige bevægelser i vandoverfladen, men hvor der ikke er set, hvad der var årsag til forstyrrelserne.

### Folkeminde
Ifølge den svenske naturforsker og forfatter Bengt Sjögren er nutidens tro på sø-uhyrer såsom Loch Ness-uhyret, forbundet med de ældre legender. Han hævder, at observationer om sø-uhyrer har ændret sig gennem tiderne, der oprindeligt beskrev skabninger med en heste-lignende udseende, en "kelpie" ville komme ud af søen og blive til en hest. Når en træt rejsende ville sætte sig op på en kelpie, ville den springe i søen og fortære sit bytte. Denne myte holdt børn væk fra søen, hvilket var dens formål. Sjögren konkluderer at kelpie-legenderne har udviklet sig til de aktuelle beskrivelser af sø-uhyrer, der afspejler moderne bevidsthed om plesiosaurer. Med andre ord er kelpien af folklore blevet omdannet til en mere realistisk og nutidig opfattelse af dyret.

### Svindel
Loch Ness-uhyre fænomenet har set adskillige forsøg på at snyde offentligheden, hvoraf nogle har været vellykkede. Nogle af svindelnumrene er blevet afsløret af gerningsmændene, som f.eks. det den italienske journalist Francesco Gasparini udgav i august 1933, hvad han selv hævdede at være den første nyhedsartikel om Loch Ness-uhyret. I 1959 tilstod han dog at have taget en historie om en "underlig fisk", og lavet den om til en historie om Loch Ness-uhyret og opfinde falske observationer for at gøre historien mere interessant, "...men da jeg bemærkede, at en historie om en mærkelig fisk ikke ville give en lang artikel, besluttede jeg straks at lave det imaginære væsen til et uhyre". I andre tilfælde bliver svindelen afsløret fordi der er tale om åbenlys placering af falske beviser som Gerald McSorelys fossil, som ikke var fra søen, og en historie fra 1972, hvor et hold af zoologer fra Yorkshires Flamingo Park Zoo var på jagt efter det legendariske uhyre, og fandt liget af et meget stort dyr flydende i vandet. Liget, der var ca. 5 meter lang og vejede omkring 1,5 tons, blev beskrevet som "med en bjørns hoved, og en brun skællet krop med kloagtige finner". Zoologerne ville køre væsenet til test, men blev standset af politiet, da det er forbudt at fjerne "uidentificerede skabninger" fra søen. Det viste sig dog at være en død søelefant, som kollegaen John Shields havde dumpet i søen for at narre sine kollegaer. Et af de mest berømte svindelnumre starter med storvildtjægeren Marmaduke Wetherell, der blev sendt til Loch Ness for at lede efter Loch Ness-uhyret, og finder nogle fodspor, der viser sig ikke bare at være falske, men også amatøragtigt dårligt lavet, og bliver afsløret med det samme. Wetherells omdømme tager skade og af ukendte grunde beslutter han sig for at arrangere et mere gennemført svindelnummer (der er blevet spekuleret en del over Wetherells motiver, uden afgørende beviser). Det ender ud i det berømte billede "kirurgens fotografi", der selv efter 60 år bliver afsløret som svindel, stadig er et populært billede blandt overbeviste tilhængere.
I 2004 lavede et tv-hold en dokumentarfilm for den engelske tv-kanal Kanal 5 (UK). Ved hjælp af special effekts eksperter fra film konstruerede de en animatronisk model af en plesiosaur. Formålet var at få folk til at tro, at der var noget i søen, og få nogle gode historier til deres "dokumentar". De døbte deres model "Lucy", som på trods af problemer (som at synke til bunden), er basis for omkring 600 rapporterede observationer.
I marts havde 2005 to amerikanske studerende der besøgte søen de at have fundet en stor tand siddende fast i kroppen af en hjort. Men "tanden" viste sig at være fra geviret af et rådyr. Og hele historien viste sig at være et markedsførings trick for en horror-roman.
I 2007 er filmbranchen endnu engang på spil, hvor hvad der skulle forestille en amatøroptagelse af Loch Ness-uhyret, som foretager et spring op af vandet. Det viste sig at være skabt som en reklame for den kommende film Legenden fra dybet (2007).

### Eksotiske arter og store dyr

#### Plesiosaur
Den mest fremherskende opfattelse om Loch Ness-uhyret er, at der er tale om en plesiosaur, og ideen blev foreslået allerede i 1933. Og Loch Ness-uhyret bliver almindeligvis også præsenteret i populærkulturen som en plesiosaur, og omfatter en langrække misforståelser om hvad en plesiosaur er, og hvad den kan og ikke kan. For eksempel i filmen Legenden fra dybet (2007) finder filmens hovdeperson et æg indeholdende en baby plesiosaur, og dermed har filmmagerne kommet til at placere plesiosauren i samme kategori som dinosaurer, hvilket en plesiosaurer ikke var, men derimod vandlevende reptiler kaldet Sauropterygia. En detalje der tit overses, men er relevant når ikke-eksperter udtaler sig om Loch Ness-uhyrets egenskaber som plesiosaur, ud fra dinosaurers karakteristika, eksempelvis om dinosaurer var varmblodede eller ej. For et væsentligt problem med plesiosaur-hypotesen er kropstemperaturen: et koldblodet reptil ville ikke kunne leve i søens kun 5,5 °C kolde vand, og et varmblodet ville ikke kunne finde den nødvendige mængde føde. Beregninger har vist, at søen ikke permanent kan understøtte rovdyr over 300 kg; problemet er at søens uklare vand ikke tillader særligt meget fotosyntese, og størstedelen af søens økologi er baseret på bakteriel nedbrydning. Uanset om Loch Ness-uhyret er koldblodet eller varmblodet, er der stadig behov for luft, og det ville kræve at uhyret kommer til overfladen flere gange om dagen. Oven i dette kommer, at plesiosaurens skelet ikke tillader den svaneagtige positur som mange observationer beretter.
Tilhængere som Tim Dinsdale, Peter Scott og Roy Mackal har foreslået, at der kan være tale om en gruppe dyr, der har været fanget i søen og har udviklet sig enten fra plesiosaurer (evolution) og fra et andet dyr til et plesiosaurer lignende væsen (convergent evolution), men det ville kræve en stor population, mange gange større end søen ville kunne understøtte. Og der kan under alle omstændigheder heller ikke være tale om evolution foregået i søen, da søen ikke er mere end 10.000 år gammel, var bundfrossen under istiden, og har kun været isfri i 3000 år.
BBC mener at have endegyldigt bevist at der ikke er et væsen som en plesiosaurer i søen, da de foretog en meget grundig sonarskanning af hele søen på en gang, med hele 600 separate sonarmålinger. Ideen var at luften i lungerne på et større dyr ville vise sig; det eneste man fandt var den kontrol man havde sat i vandet.
Det skal også nævnes, at der er ikke fundet nogen beviser for eksistensen af medlemmer af Sauropterygia gruppen efter K/Pg-grænsen og regnes for at have været uddøde i over 65 millioner år.

#### Amfibier
Det bliver på et tidligt tidspunkt foreslået, at Loch Ness-uhyret er et amfibiedyr. Rupert T. Gould foreslår en langhalset salamander. Amfibier er udstyret med et primitivt respirations system og kan ikke leve under vand i længere tid. Der er dog eksempler på vandamfibier, som har tilpasset sig en permanent tilværelse under vand, men kan stige i land for en kort periode og kan blive relativt store (den kinesiske kæmpe salamander er blevet målt til at være op til 1,8 meter). Havet omkring de britiske øer udgør dog en formidabel barriere for amfibier, der ikke kan leve i saltvand, og udvalget af amfibier på øerne er da også meget lille. Det er usandsynligt, at en ekstra stor art har evnet at nå øerne og undgå at blive opdaget til i dag.

### Kortlægning af liv i Loch Ness via miljø-DNA
I 2018 lavede en gruppe internationale forskere fra bl.a. University of Otago og Statens Naturhistoriske Museum flere miljø-DNA-prøver. Der blev taget 250 vandprøver fra forskellige dybder i Loch Ness, med henblik på at afdække søens (store) fiskearter. Resultatet offentliggjort september 2019 viste, at der er store mængder ål. Forskerholdet kan ikke afgøre ålenes størrelse ud fra DNA. Men forskerholdet fandt ingen DNA fra krybdyr, haj, stør, laks og malle. Dog kunne 20 % af prøverne ikke identificeres.